# Gerle Lajos
Gerle Lajos (Szeged, 1863. augusztus 14. – Budapest, 1910. november 28.) magyar építész.

## Élete
Gerle Lajos és Rényi Kornélia fiaként született. Tanulmányait a Bécsi Képzőművészeti Akadémián Theophil Hansen vezetése alatt végezte. 1883-ban Olaszország, 1884-ben Németországban folytatott tanulmányokat. 1904–1906-ban a német és olasz temetők tanulmányozása céljából ismételten megfordult Német- és Olaszországban.
Gerle sokáig dolgozott Budapest székesfőváros műszaki hivatalában, ahol főleg a temetők rendezésével és építményeivel foglalkozott.
1910-ben hunyt el alig 47 éves korában. A Fiumei úti sírkertben helyezték nyugalomra.

## Családja
Felesége Gerenday Julianna (1870–1941) volt, Gerenday Antal szobrász és borhi Borhy Rozália lánya, akivel 1892. szeptember 24-én a Belvárosi plébániatemplomban kötött házasságot.

## Ismert épületei

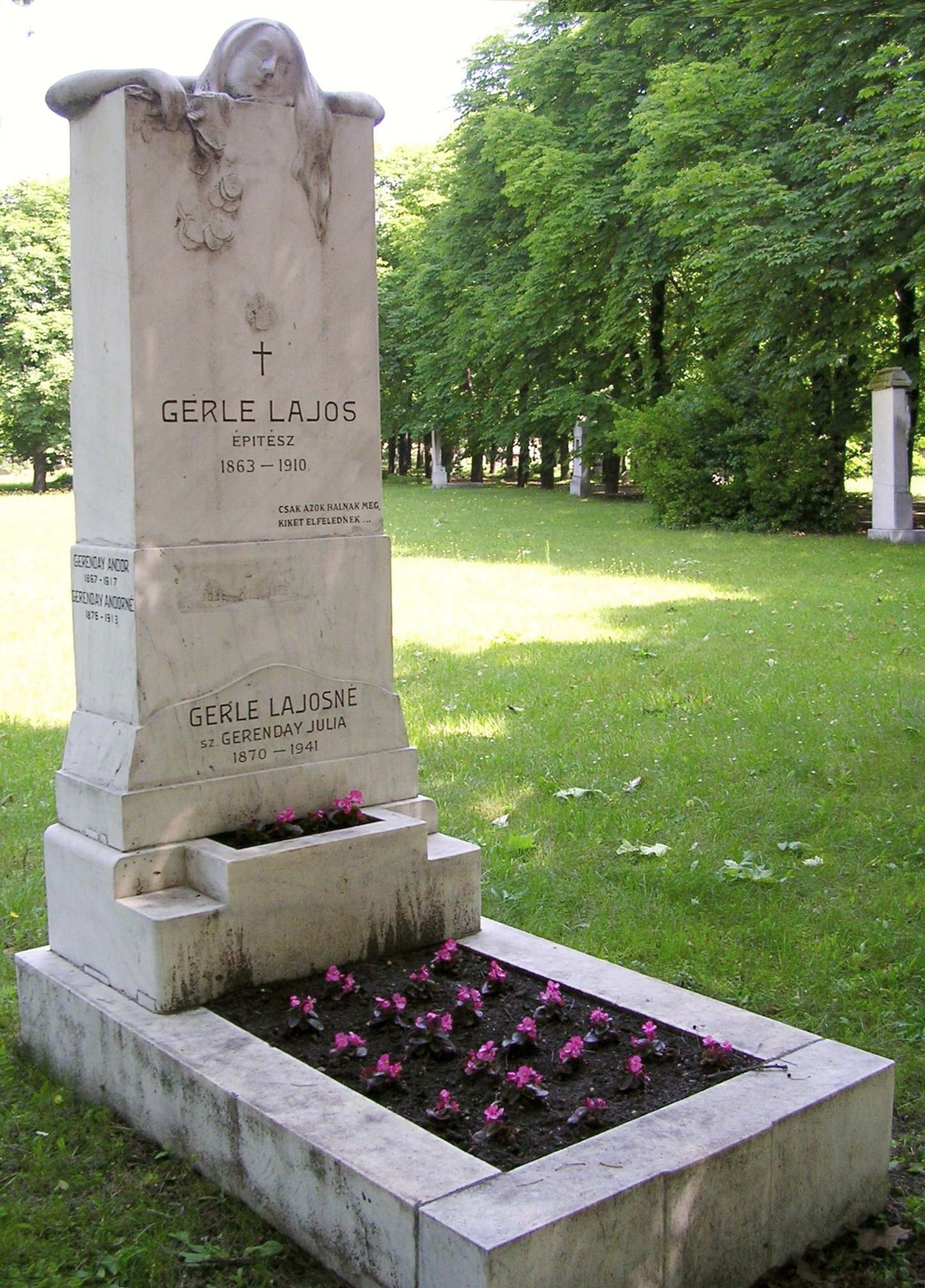
Sírja a Fiumei úti sírkertben

- 1895: Főgimnázium (ma: Makói József Attila Gimnázium), Makó, Csanád vezér tér 6.[6]
- 1904–1908: A Fiumei úti sírkert árkádsorai, Budapest, Fiumei út 16-18. (Hegedűs Árminnal közös mű)[6][10]
- 1905: Javító Intézet, Aszód[6]
- 1907: Letartóztatási Intézet, Márianosztra[6]
- számos magánépület[6]

Mint vállalkozó teljesítette a komádi kendergyár, a hódmezővásárhelyi főgimnázium, a szegedi főreáliskola, az óbecsei Ferenc-csatornai kamara zsilip építését. Tervpályázatokon is több alkalommal nyert díjakat.

### Egyéb építmények
- 1904: a rákoskeresztúri temető (ma: Új köztemető) bejárati kapuzata, Budapest, Kozma utca 8-10.[6]

## Képtár

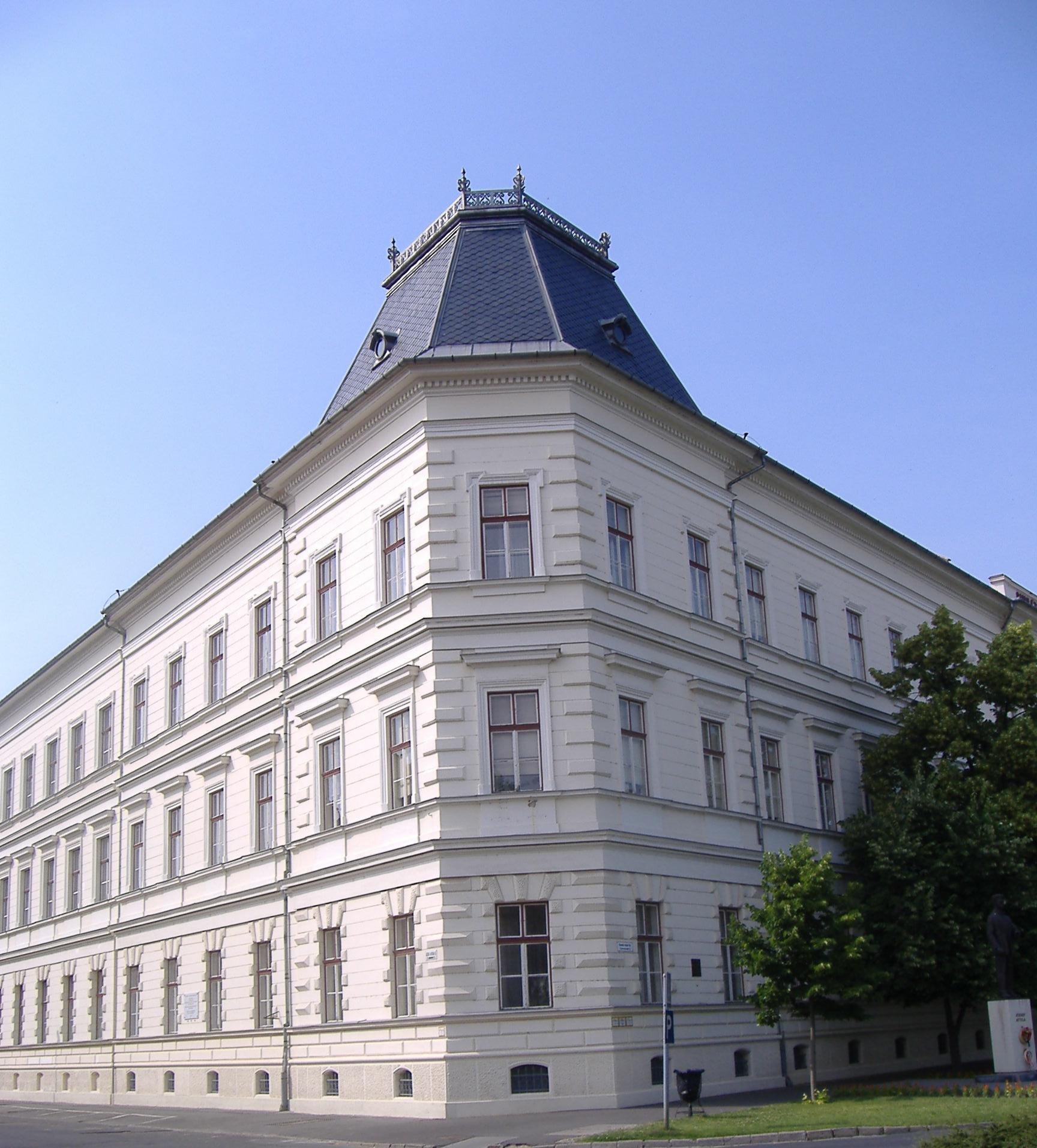
Főgimnázium, Makó
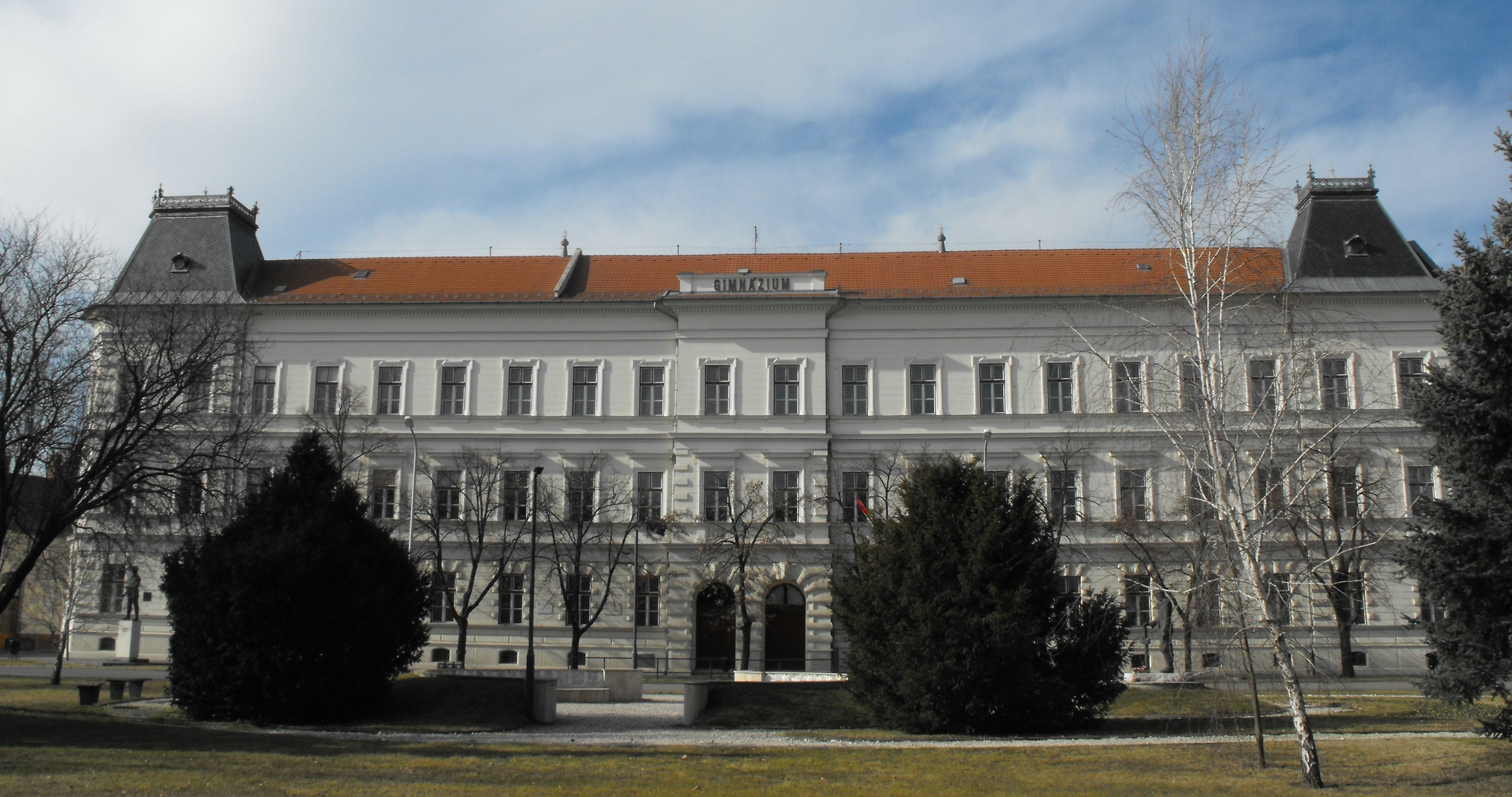
Főgimnázium, Makó
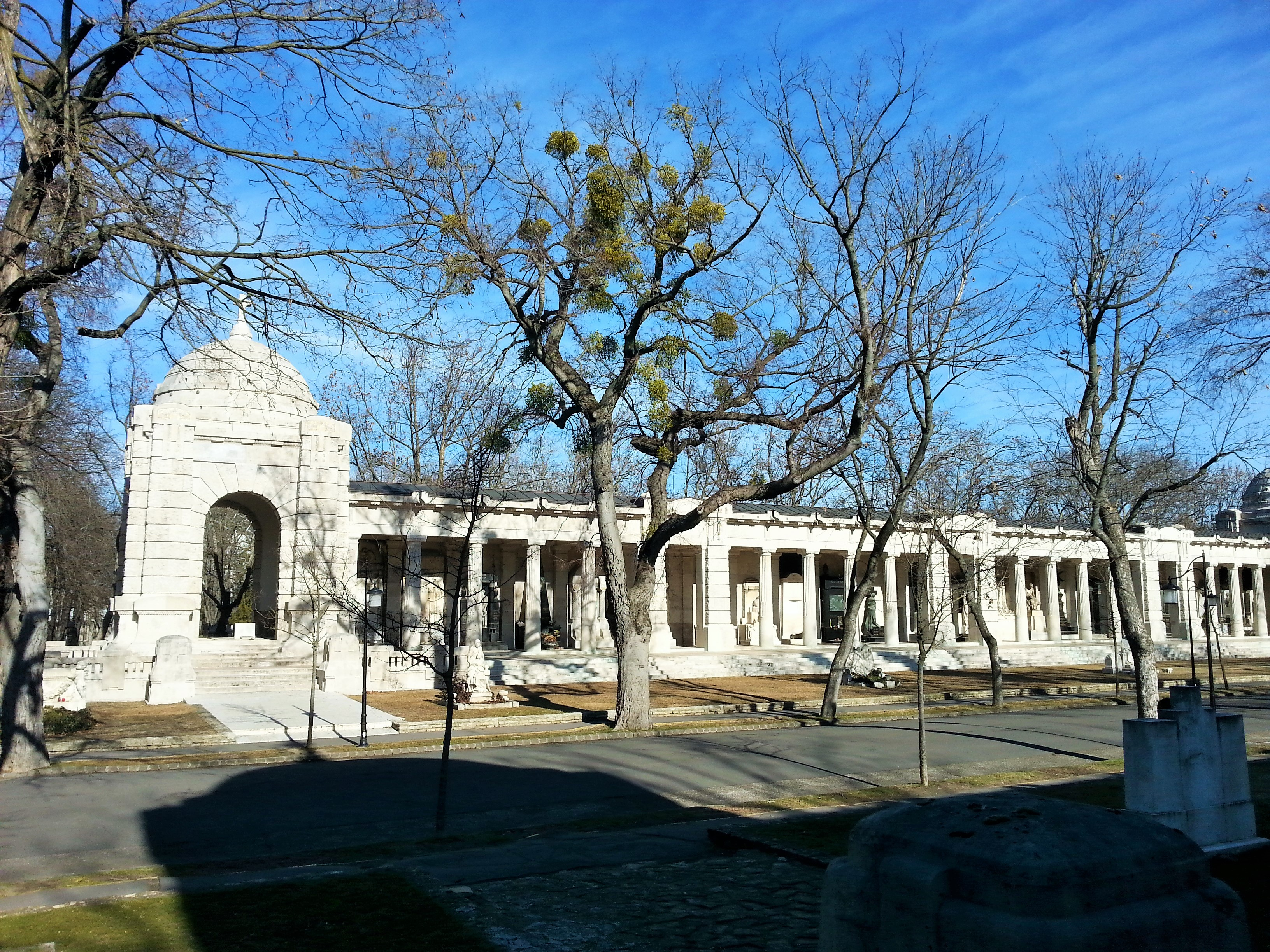
A Fiumei úti sírkert árkádsora, Budapest
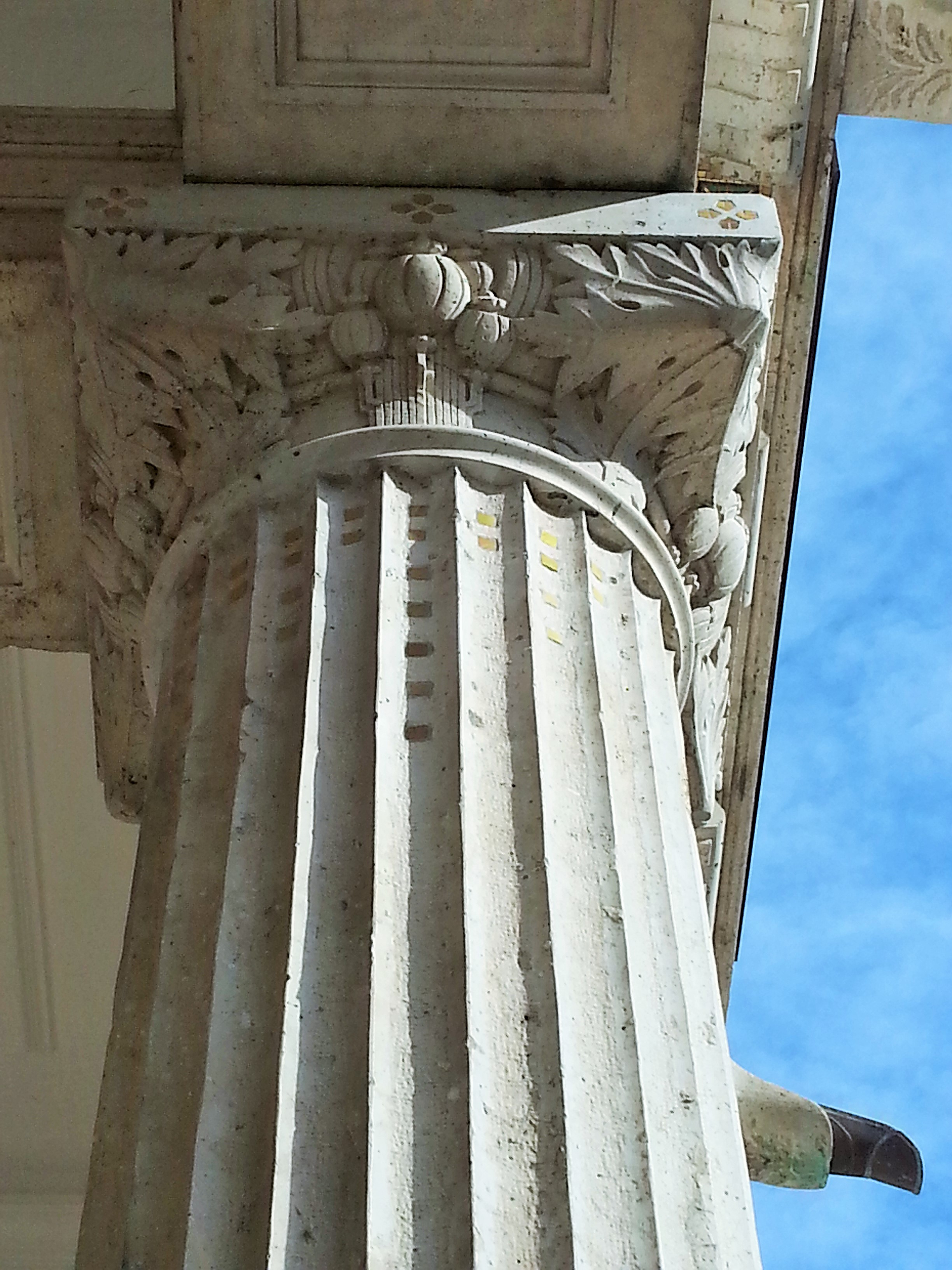
A Fiumei úti sírkert árkádsora, Budapest (részlet)
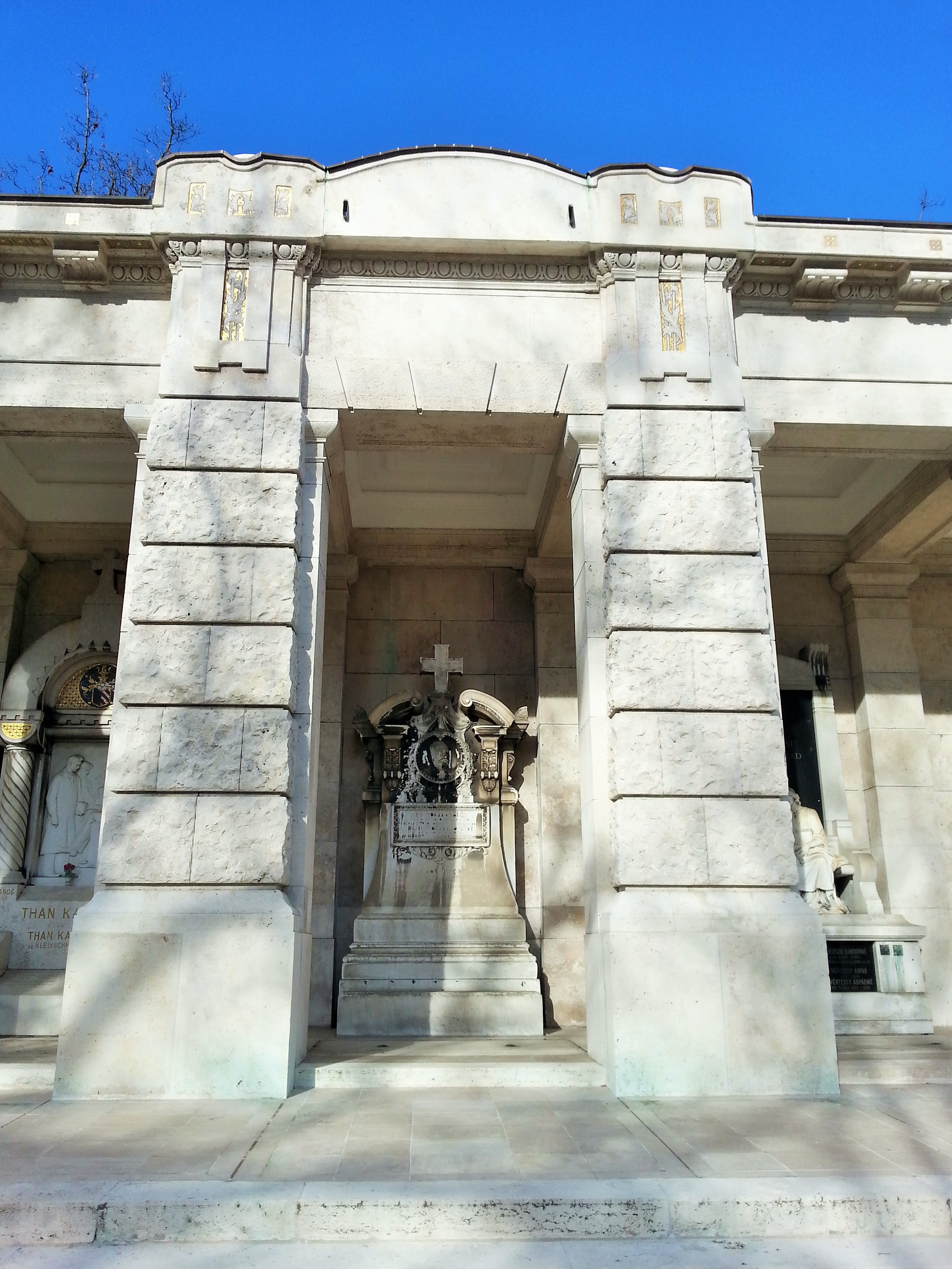
A Fiumei úti sírkert árkádsora, Budapest (részlet)
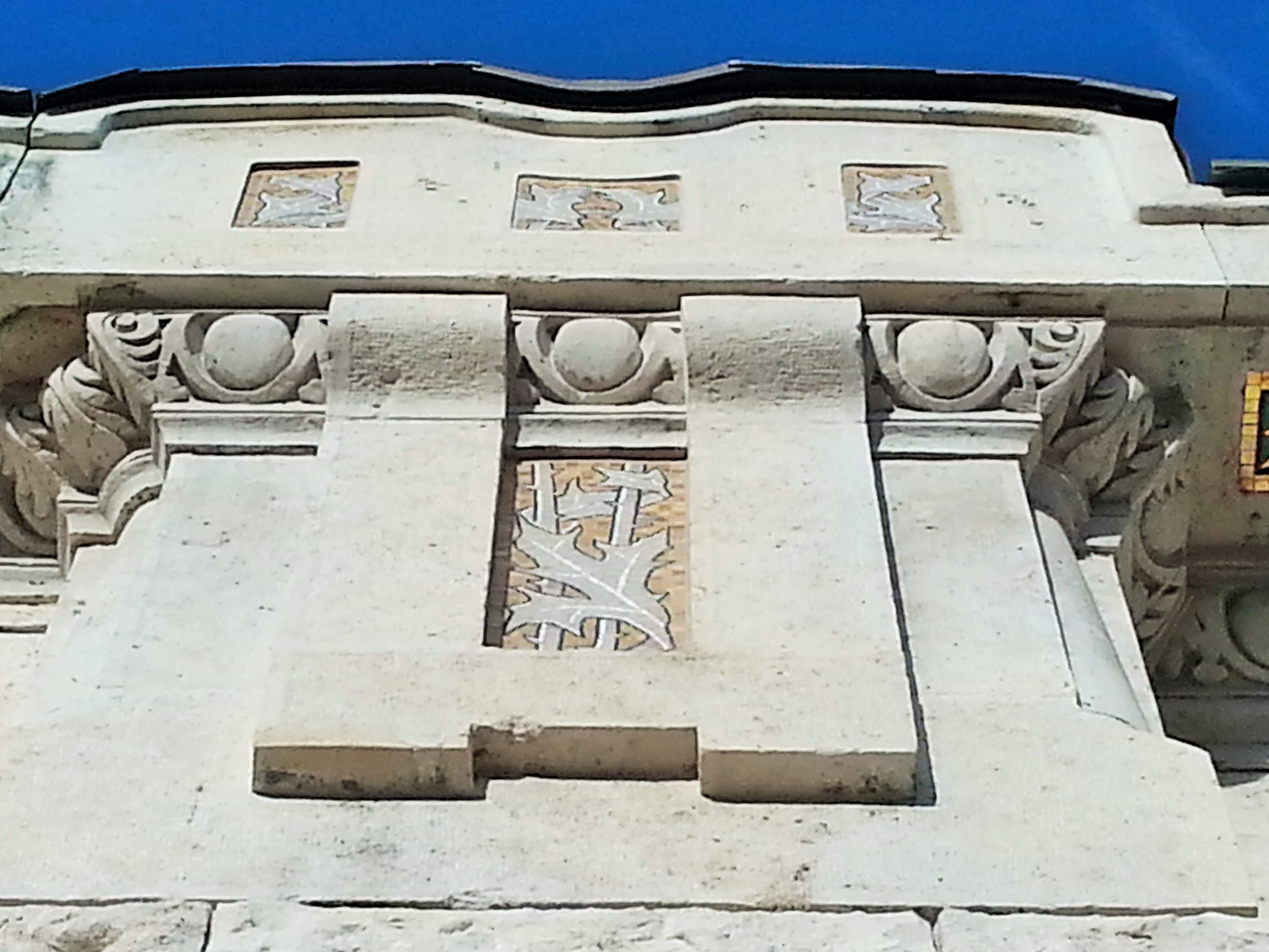
A Fiumei úti sírkert árkádsora, Budapest (részlet)
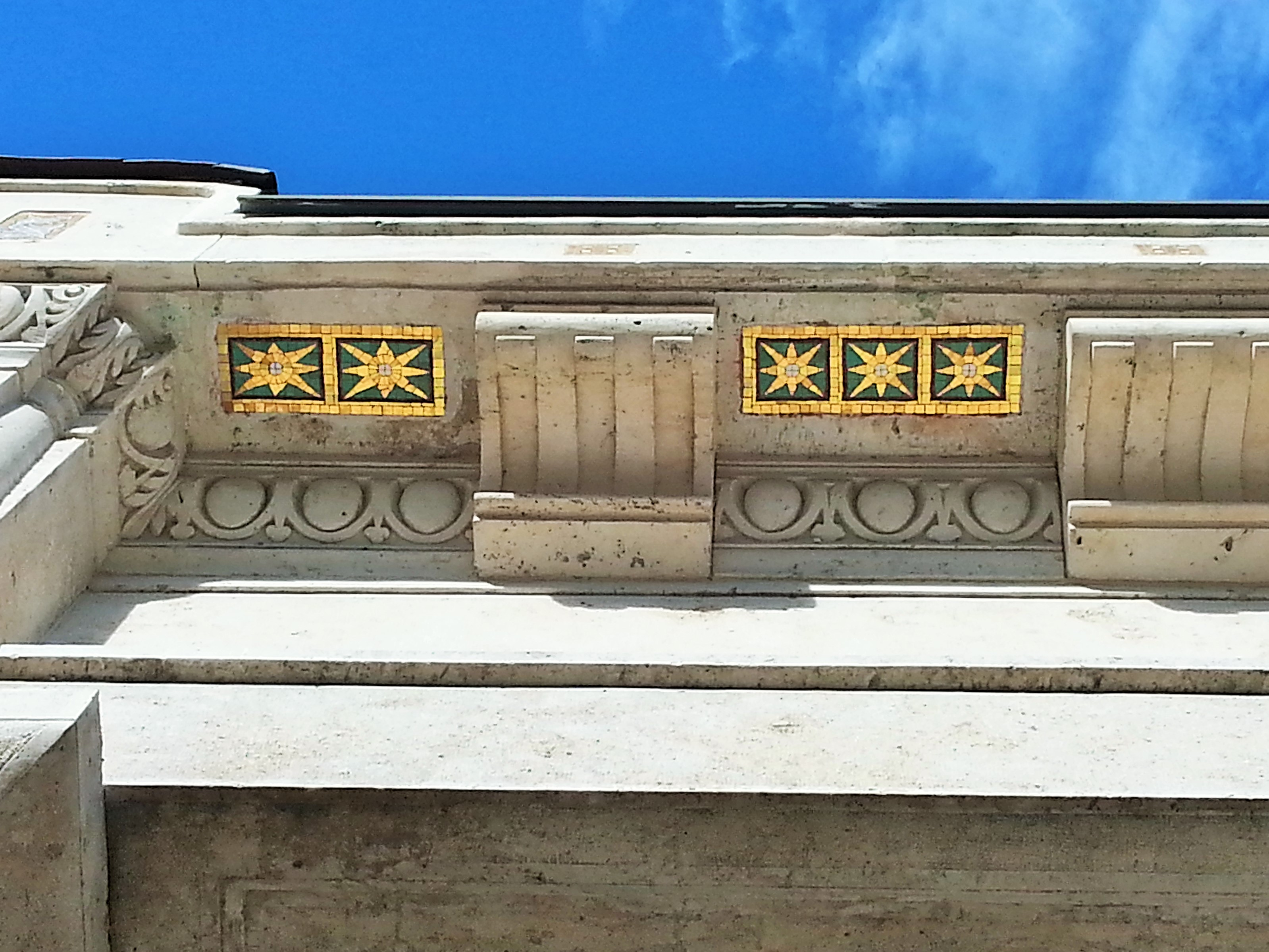
A Fiumei úti sírkert árkádsora, Budapest (részlet)